# Receptor judicial
El receptor judicial es un funcionario público perteneciente al Poder Judicial de Chile que tiene el carácter de ministro de fe pública y cuya principal función es hacer saber a las partes, fuera de las oficinas de los secretarios, los decretos y resoluciones de los tribunales de justicia y evacuar todas aquellas diligencias que los mismos tribunales les cometieren.
Su nomenclatura proviene de la expresión «recibir», precisamente porque este funcionario auxiliar de la administración de justicia atiende órdenes judiciales que deben ser realizadas fuera del tribunal.

## Diligencias que realiza
Entre las diligencias judiciales que el receptor puede ser autorizado a realizar por el tribunal se encuentran:
- Practicar notificaciones.[4]
- Tomar informaciones sumarias de testigos.[5]
- Recibir la audiencia testimonial.[6]
- Recibir la audiencia de absolución de posiciones.[7]
- Solicitar inscripciones.[8]
- Realizar embargos.[9]
- Realizar el retiro de especies desde una propiedad.[10]
- Realizar desalojos.[11]

## Turno
Las Cortes de Apelaciones deben designar cada mes a los receptores que deben ejercer sus funciones de manera gratuita para atender a las personas que gozan de privilegio de pobreza.

## Regulación
Los receptores judiciales conforman una institución que se encuentra regulada en el Párrafo 5 del Título XIX del Código Orgánico de Tribunales, artículos 390 a 393.

## Receptores judiciales de Chile
Al año 2016, el número de receptores judiciales en el país ascendía a 545.
|       | Ciudad       | Corte de Apelaciones                 | N.º |
| ----- | ------------ | ------------------------------------ | --- |
| 1     | Arica        | Corte de Apelaciones de Arica        | 6   |
| 2     | Iquique      | Corte de Apelaciones de Iquique      | 11  |
| 3     | Antofagasta  | Corte de Apelaciones de Antofagasta  | 21  |
| 4     | Copiapó      | Corte de Apelaciones de Copiapó      | 18  |
| 5     | La Serena    | Corte de Apelaciones de La Serena    | 41  |
| 6     | Valparaíso   | Corte de Apelaciones de Valparaíso   | 79  |
| 7     | Santiago     | Corte de Apelaciones de Santiago     | 149 |
| 8     | San Miguel   | Corte de Apelaciones de San Miguel   | 53  |
| 9     | Rancagua     | Corte de Apelaciones de Rancagua     | 32  |
| 10    | Talca        | Corte de Apelaciones de Talca        | 42  |
| 11    | Chillán      | Corte de Apelaciones de Chillán      | 20  |
| 12    | Concepción   | Corte de Apelaciones de Concepción   | 66  |
| 13    | Temuco       | Corte de Apelaciones de Temuco       | 39  |
| 14    | Valdivia     | Corte de Apelaciones de Valdivia     | 25  |
| 15    | Puerto Montt | Corte de Apelaciones de Puerto Montt | 25  |
| 16    | Coyhaique    | Corte de Apelaciones de Coyhaique    | 9   |
| 17    | Punta Arenas | Corte de Apelaciones de Punta Arenas | 9   |
| TOTAL | TOTAL        | TOTAL                                | 545 |